# 奈良市東山霊苑火葬場
奈良市東山霊苑火葬場（ならしひがしやまれいえんかそうば）は、奈良県奈良市白毫寺町973番地にある奈良市営の火葬場。奈良市斎苑 旅立ちの杜開場により2022年3月末に廃止された。

## 施設
- 火葬炉:8基（灯油使用）台車式
- 竣工:1916年
- 遺体保管用冷蔵庫:2体
- 待合室:無料
- 斎場:あり

## 交通
- 近鉄奈良線「近鉄奈良駅」から3.0km 車で10分
- JR桜井線「京終駅」から2.7km 車で9分